# Selenopidae
Famille
Les Selenopidae sont une famille d'araignées aranéomorphes.

## Distribution

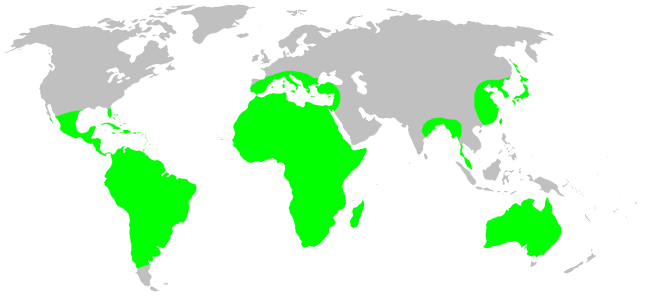
Distribution

Les espèces de cette famille se rencontrent en Afrique, en Amérique, dans le Sud de l'Asie, dans le Sud de l'Europe et en Océanie.

## Description
Ce sont des araignées au corps très aplati et aux pattes de longueur égale, tournées latéralement à la manière des crabes. Ces araignées sont le plus souvent trouvées dans les fissures des murs ou des rochers, mais aussi sous les écorces.

## Paléontologie
Cette famille est connue depuis le Paléogène.

## Taxonomie
Cette famille rassemble 259 espèces dans neuf genres.

## Liste des genres
Selon World Spider Catalog (version 19.5, 07/01/2019) :
- Amamanganops Crews & Harvey, 2011
- Anyphops Benoit, 1968
- Garcorops Corronca, 2003
- Godumops Crews & Harvey, 2011
- Hovops Benoit, 1968
- Karaops Crews & Harvey, 2011
- Makdiops Crews & Harvey, 2011
- Selenops Latreille, 1819
- Siamspinops Dankittipakul & Corronca, 2009

## Publication originale
- Simon, 1897 : Histoire naturelle des araignées. Paris, vol. 2, p. 1-192 (texte intégral).